# Hemiphileurus cribratus
Hemiphileurus cribratus är en skalbaggsart som beskrevs av Louis Alexandre Auguste Chevrolat 1844. Hemiphileurus cribratus ingår i släktet Hemiphileurus och familjen Dynastidae. Inga underarter finns listade i Catalogue of Life.